# Jeunesse Arena
Jeunesse Arena – hala widowiskowo-sportowa w Rio de Janeiro, w Brazylii. Została otwarta 7 lipca 2007 roku. Może pomieścić 15 000 widzów. Znajduje się na terenie kompleksu sportowego Parque Olímpico da Barra, w dzielnicy Barra da Tijuca. Obiekt zarządzany jest przez przedsiębiorstwo GL events.
Hala została otwarta 7 lipca 2007 roku. Obiekt wybudowano w związku z organizacją Igrzysk Panamerykańskich 2007, w trakcie których odbyły się w nim zawody gimnastyczne oraz mecze koszykówki. Po igrzyskach panamerykańskich odbyły się również igrzyska panamerykańskie dla osób niepełnosprawnych („Parapan”), w trakcie których hala gościła ceremonię otwarcia i zamknięcia oraz mecze turnieju koszykówki na wózkach. W 2007 roku w hali odbyły się także mistrzostwa świata w judo. W 2011 roku w arenie rozegrano spotkania koszykówki podczas 5. Światowych Wojskowych Igrzysk Sportowych. W 2014 roku w hali rozegrano koszykarski dwumecz o FIBA Intercontinental Cup, w którym Flamengo pokonało Maccabi Tel Awiw. W 2016 roku obiekt był jedną z aren Letnich Igrzysk Olimpijskich 2016. Odbyły się w nim olimpijskie zawody gimnastyczne. Bezpośrednio po igrzyskach obiekt był także jedną z aren zawodów koszykówki na wózkach w trakcie Letnich Igrzysk Paraolimpijskich 2016. Poza tym obiekt gościł wiele innych zawodów sportowych, m.in. mecze koszykówki z udziałem drużyn z NBA, mecze siatkarskie, gale UFC, itd. W hali odbywały się również turnieje e-sportowe, a także koncerty, m.in. Paula McCartneya, Boba Dylana, Amy Winehouse, Beyoncé, Erica Claptona, Maroon 5, Jennifer Lopez, Guns N’ Roses czy Iron Maiden.
W 2008 roku sponsorem tytularnym obiektu został holding finansowy HSBC, w związku z czym hala nazywała się odtąd „HSBC Arena”. W 2017 roku nowym sponsorem tytularnym został producent kosmetyków Jeunesse, w związku z czym zmieniono nazwę na „Jeunesse Arena”.